# Terry Branstad
Terry Edward Branstad (Leland, Iowa, 17 de noviembre de 1946) es un político estadounidense del Partido Republicano. Ocupó el cargo de gobernador de Iowa desde 1983 hasta 1999 y entre 2011 y 2017.

## Primeros años
Branstad nació en Leland, Iowa, a Rita L. (Garland) y Edward Arnold Branstad, un agricultor. Su madre era judía, mientras que su padre era de una Norwegian American Lutheran familia; Mismo Branstad fue levantado Luterana, y más tarde se convirtió al catolicismo. Branstad recibió su licenciatura de la Universidad de Iowa y su título de abogado de Drake University Law School. Después de obtener su licenciatura, fue redactado y sirvió en el Ejército de los Estados Unidos desde 1969 hasta 1971, sirviendo como policía militar en el 503o batallón de la policía militar en Fort Bragg, y fue galardonado con la Medalla de Encomio del Ejército de servicio meritorio; que una vez recordó que arrestó a la actriz Jane Fonda por venir en el poste en el Cementerio Nacional de Arlington, donde tenía previsto asistir a una protesta contra la guerra.

## Vida personal
Terry Branstad casó con Christine, el 17 de junio de 1972. La pareja tiene tres hijos - Eric, Allison y Marcus -. Y, a partir de 2014, cuatro nietos

## Carrera política
Branstad sirvió tres términos en el Casa de Representantes de Iowa 1973-1979 y sirvió como el 41o teniente gobernador de Iowa 1979/83, cuando fue elegido gobernador de Iowa.

## Primer mandato (1983 - 1999)
Cuando fue elegido gobernador a los 36 años, Branstad era el más joven jefe del Ejecutivo en la historia de Iowa y cuando dejó el cargo, fue gobernador de mayor antigüedad de Iowa. Se desempeñó como Presidente de la Asociación Nacional de Gobernadores durante 1989-1990 y también fue Presidente de la Asociación del Medio Oeste Gobernadores. En 1997, presidió la Comisión de Educación de los Estados, de la Asociación de Gobernadores Republicanos, y la Coalición de Etanol de los Gobernadores.
En 1983, vetó un proyecto de ley que permitiría a una lotería estatal. En 1991, Branstad ignorado arbitraje vinculante con los empleados del Estado de los sindicatos de trabajadores de Iowa al vetar un proyecto de ley de salario, fue llevado a la corte, y perdieron más tarde en los recursos en el sistema judicial del Estado (AFSCME Consejo Iowa 61 et al., v. Branstad).
La tasa de desempleo de Iowa pasó de 8,5% cuando asumió el cargo a un mínimo histórico de 2,5% en el momento de dejar el cargo en 1999. En su primer año como gobernador, el presupuesto del Estado tuvo un déficit de $ 90 millones. Pasaron varios años hasta el presupuesto era equilibrado. Afirmó que él no tenía suficiente apoyo en la legislatura para aprobar reformas presupuestarias hasta 1992. En 1999, Iowa tuvo una cifra sin precedentes $ 900 millones de superávit presupuestario.

## Carrera Intra-gubernativa
Branstad centró la mayor parte de sus esfuerzos en iniciativas fuera de la política cuando dejó el cargo a principios del 1999. Fundó Branstad and Associates, LLC y también fue un socio de la firma de Kaufman, Pattee, Branstad y Miller, y un asesor financiero de Robert W. Baird & Co.
En agosto de 2003, Branstad aceptó una oferta de Des Moines Universidad  para convertirse en su presidente. El 16 de octubre de 2009, anunció su retiro de la Universidad de Des Moines para ejecutar nuevamente a la gobernación. 
Branstad fue nombrado por el presidente George W. Bush para presidir la Comisión Presidencial para la Excelencia en la Educación Especial. La comisión se encarga de desarrollar un plan para mejorar el rendimiento educativo de los estudiantes con discapacidad. Después de completar su trabajo con la comisión en 2003, se le pidió a servir como miembro del Consejo Consultivo Nacional de Acción Positiva para la Salud de Adolescentes, o PATH. El consejo asesor alienta la acción hacia la detección de la enfermedad mental de los adolescentes. En abril de 2003, fue nombrado para servir como miembro del público del Instituto Americano de Contadores Públicos Certificados, que comprende tanto a los miembros profesionales y públicos que se ocupan de cuestiones tales como la captación de estudiantes y la ética profesional de contadores públicos.

## Segundo Mandato (2011 - 2017)
El 2 de agosto de 2009, el Des Moines Register informó que Branstad estaba considerando activamente candidato a la nominación republicana para gobernador. El 7 de octubre de 2009, Branstad presentó documentos postularse para gobernador en las elecciones de 2010. De acuerdo con una encuesta realizada en septiembre de 2009 por The Des Moines Register, mantuvo un índice de favorabilidad del 70% de los residentes de Iowa en comparación con el gobernador Chet Culver ' s calificación de 50%. 
El 8 de junio de 2010, Branstad ganó la candidatura a gobernador republicano, pero cuando candidato opositor Bob Vander Plaats admitió, él no aprueba Branstad. 
El Des Moines Tea Party dio Branstad un "no" en su tarjeta de informe sobre "criterios de aceptación", y dijo Branstad tenía "antecedentes de aumentar los impuestos, era un verdadero conservador, y aumentó el tamaño del gobierno todos los años que ocupó oficina, y construyó una compañía telefónica propiedad del Estado. " Branstad fue acusado por el ex Iowa State Auditor Richard Johnson, de mantener" dos juegos de libros "en el presupuesto del Estado cuando fue gobernador. Johnson dijo Branstad tenía que ser "transparentes" para los votantes de Iowa sobre la presentación de informes de las finanzas de Iowa durante su mandato como gobernador.

### Elecciones de 2014
Branstad postuló para la reelección en 2014. Se opuso en las primarias republicanas por el activista político y del partido de Estados Unidos y Partido Independiente Americano candidato a presidente en 2012 Tom Hoefling. Branstad ganó la primaria con un 83% de los votos.
Para las elecciones generales, Branstad enfrentó candidato demócrata el senador estatal Jack Hatch y ganó las elecciones con el 59% de los votos.

#### Ranking de Empleos
En un análisis de 06/2013 por las revistas de negocios que buscan al 45 del país 50 gobernadores por su récord de creación de empleo, Branstad ocupó el puesto número 28. Los cinco gobernadores omitidas en el análisis de toda la oficina asumió en 2013. El ranking se basa en una comparación de la tasa de crecimiento anual del sector privado en los 50 estados que utilizan datos de la Oficina de Estadísticas Laborales.

### Embajador de los Estados Unidos en China

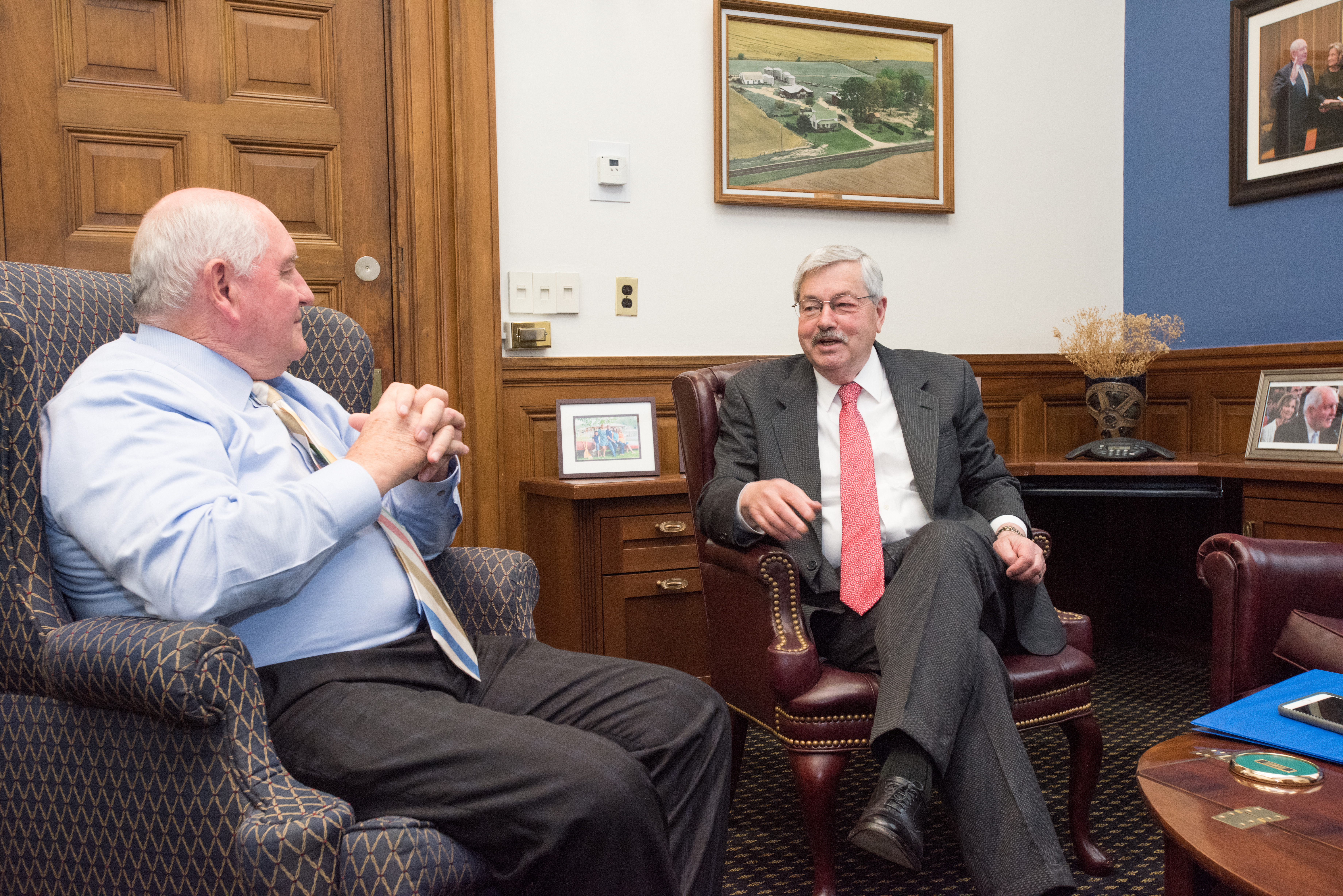
Reunión de Branstad con el Secretario de Agricultura de los Estados Unidos

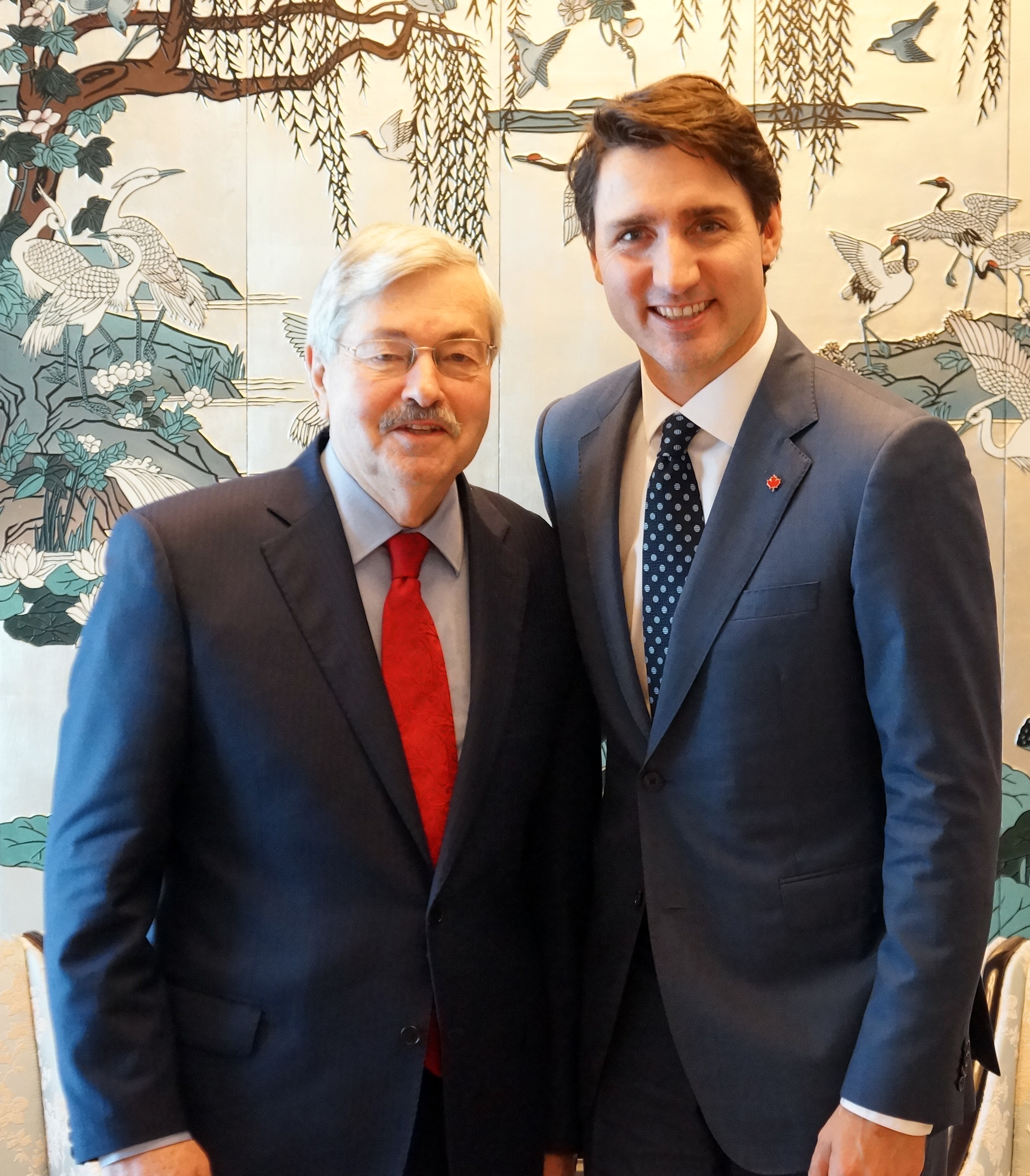
Terry Branstad con el primer ministro de Canadá Justin Trudeau, 2017

En diciembre de 2016, el presidente electo Donald Trump eligió a Branstad para servir como embajador de Estados Unidos en China, sucediendo a Max Baucus. Branstad aceptó la oferta dentro de un día después de reunirse con Trump en Nueva York. Trump citó las décadas de experiencia de Branstad con China mientras era gobernador de Iowa. 
Xi Jinping líder supremo de China, considera a Branstad un "viejo amigo". La relación de Branstad con Xi data de 1985, cuando Xi, entonces un joven funcionario de la provincia de Hebei, encabezó una delegación agrícola de cinco hombres en Iowa. La audiencia de Branstad ante el Comité de Relaciones Exteriores del Senado de los Estados Unidos se celebró el 2 de mayo de 2017.
Branstad fue confirmado por el Senado el 22 de mayo de 2017, en una votación de 82 a 13. Renunció como gobernador el 24 de mayo de 2017, en una ceremonia en la Casa del Estado de Iowa, e inmediatamente juró como embajador de Estados Unidos en China. Su nombramiento marcó la tercera vez en una década que un político renunció a una oficina estatal para convertirse en el embajador en China; Jon Huntsman Jr. renunció como gobernador de Utah en 2009, y Max Baucus renunció a Senador de Montana en 2014.
En mayo de 2019, Branstad viajó a la Región Autónoma del Tíbet en medio de las crecientes tensiones comerciales entre los Estados Unidos y China. Este viaje diplomático fue diseñado para dar a los Estados Unidos una mejor percepción del Tíbet y su gente, sus prácticas culturales y su vida. Este movimiento también fue fuertemente apoyado por los defensores de la independencia y la autonomía tibetanos, como parte del movimiento global del Tíbet Libre.